# Beyne-Heusay
Beyne-Heusay (Waals: Binne-Heuzea) is een plaats en gemeente in de Belgische provincie Luik. De gemeente telt bijna 12.000 inwoners.

## Kernen

### Deelgemeenten
| # | Naam          | Opp. (km²) | Inwoners (2020) | Inwoners per km² | NIS-code |
| - | ------------- | ---------- | --------------- | ---------------- | -------- |
| 1 | Beyne-Heusay  | 3,75       | 7.716           | 2.057            | 62015A   |
| 2 | Queue-du-Bois | 2,52       | 2.412           | 957              | 62015B   |
| 3 | Bellaire      | 0,96       | 1.689           | 1.767            | 62015C   |

### Overige kernen
Moulins-sous-Fléron.

## Geschiedenis
De oorspronkelijke gemeente Beyne Heusay werd in 1800 gevormd door samenvoeging van de feodale eenheden Beyne, Heusay en la Neuville. In 1977 werd deze gemeente vergroot door fusie met de gemeenten Bellaire en Queue-du-Bois en de buurtschap Moulins-sous-Fléron.
Het grondgebied van deze gemeente maakte oorspronkelijk deel uit van het Karolingische Domein van Jupille. Begin 11e eeuw kwam het aan het bisdom Verdun en in 1266 aan het prinsbisdom Luik. De vruchtbare grond kwam in bezit van Luikse Abdijen, terwijl Beyne en Heusay in de 18e eeuw als heerlijkheden werden uitgegeven. Later werd de grond bewerkt door pachtboeren, terwijl na de Franse Revolutie een aantal boeren zich voormalig kerkelijk bezit toe-eigenden.
Hoewel er sinds de 13e eeuw op kleine schaal steenkool werd gewonnen in deze streek, gebeurde dit in de loop van de 19e eeuw in toenemende mate op industriële schaal. Verstedelijking en industrialisatie trad op, wat ten koste ging van de agrarische activiteit. Het aantal mijnmaatschappijen nam af van 7 in 1842 tot drie in 1879 en één in 1956. Niet lang daarna eindigde de steenkoolwinning.
In 1342 bezat Beyne een aan Sint-Bartholomeus gewijde kapel die ondergeschikt was aan de parochie van Fléron en welke in 1803 werd verheven tot parochiekerk, terwijl Heusay zich daar in 1839 van afsplitste en een aan Sint-Laurentius gewijde parochie werd.

## Bezienswaardigheden
- Sint-Bartholomeuskerk te Beyne.
- Sint-Laurentiuskerk te Heusay.
- Kasteel van Neufcour
- Sint-Annakapel

Zie ook
- Lijst van beschermd erfgoed in Beyne-Heusay

## Fotogalerij

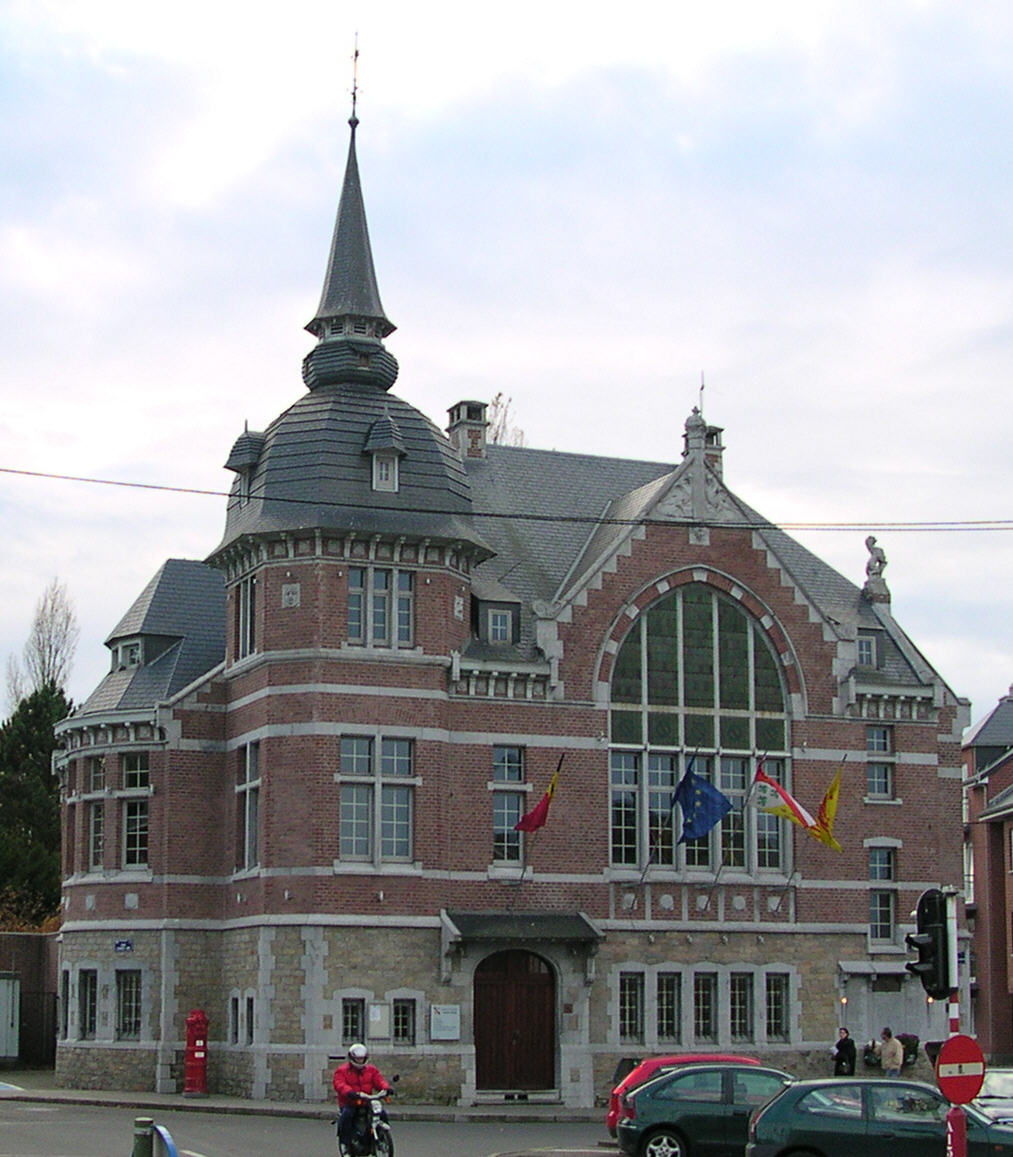
Raadhuis
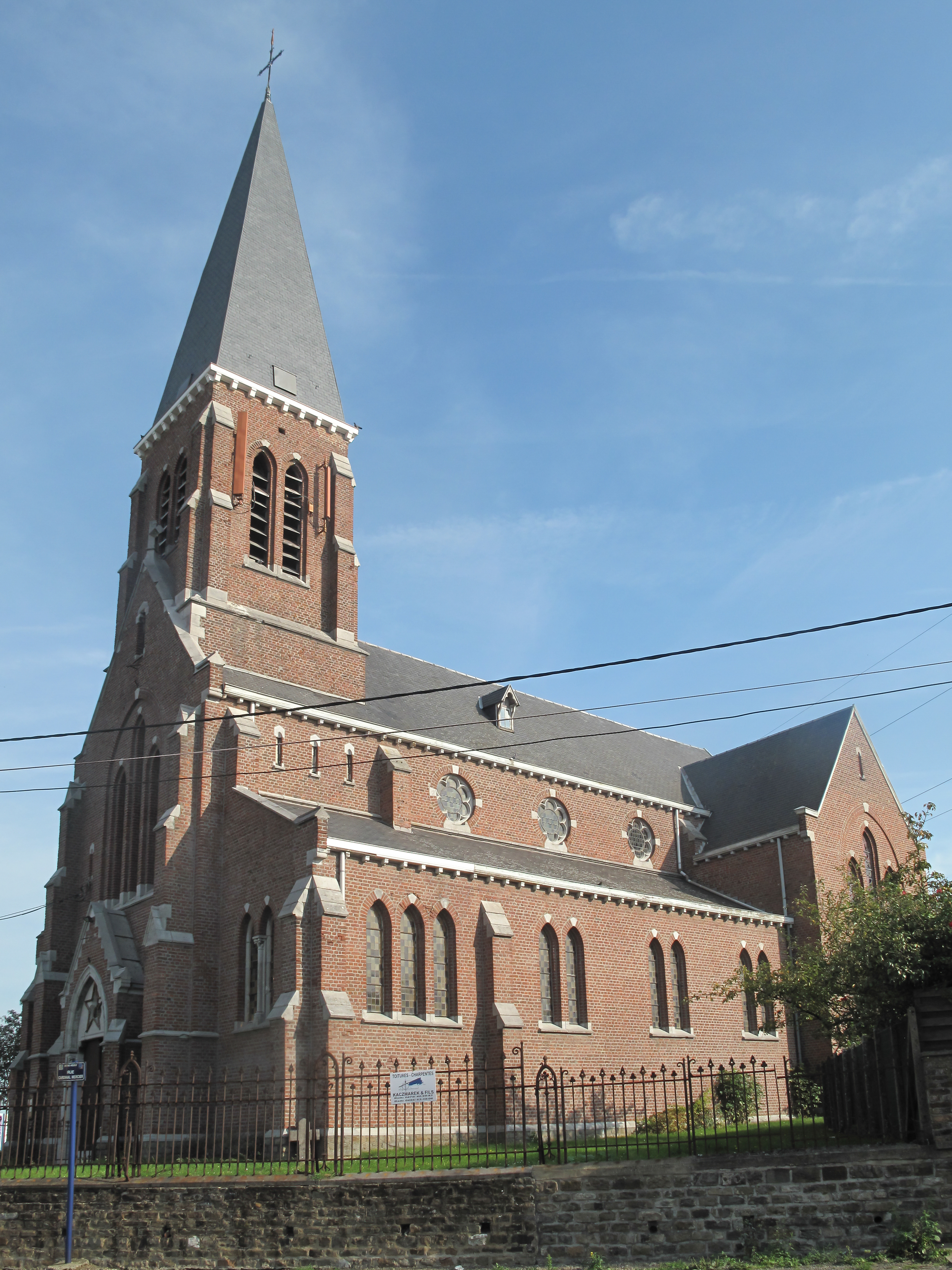
Sint-Bartolomeüskerk in Beyne
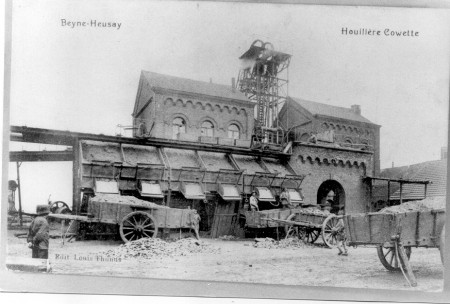
De Cowette-mijnzetel

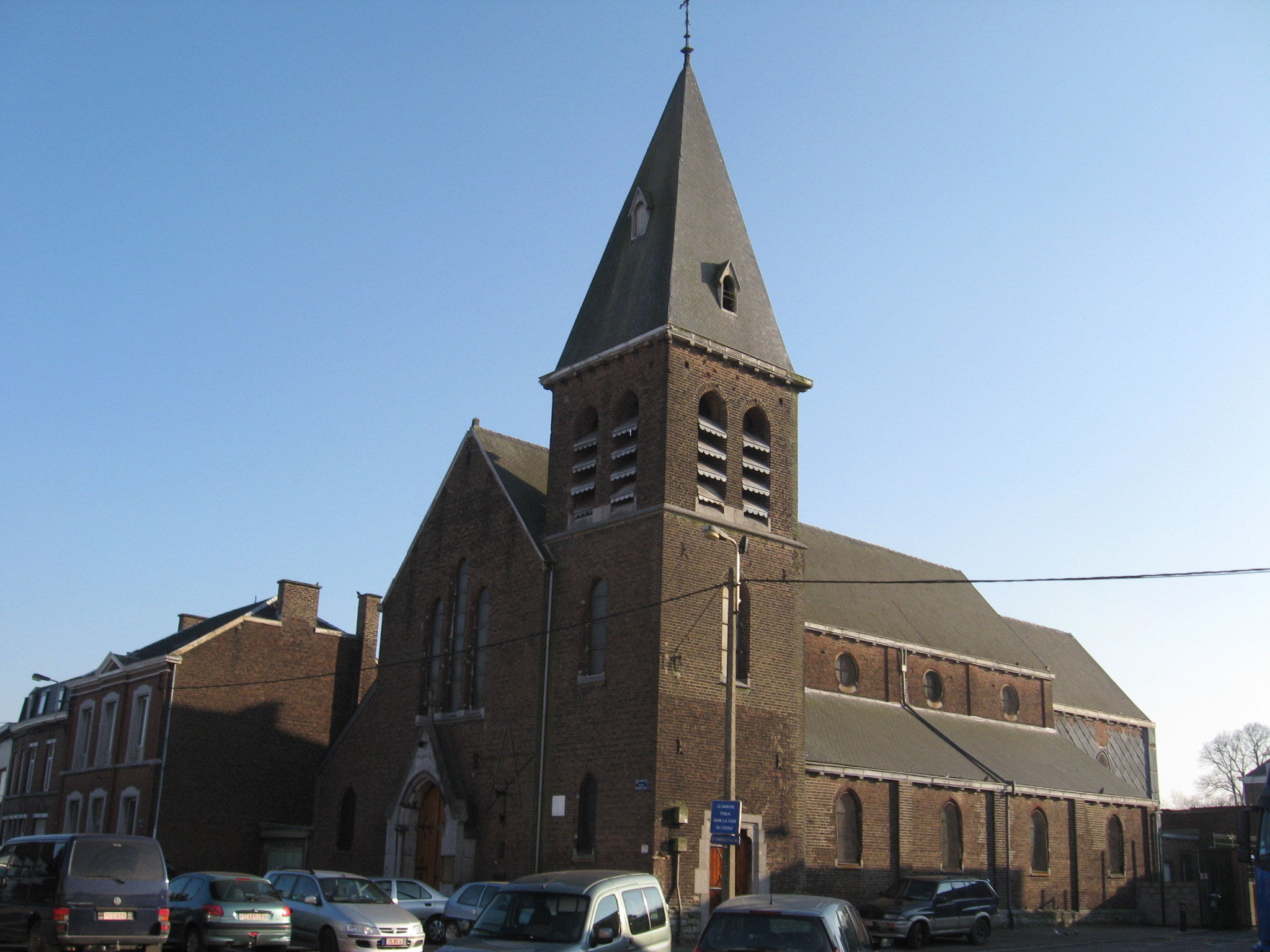
Sint-Laurentiuskerk in Heusay
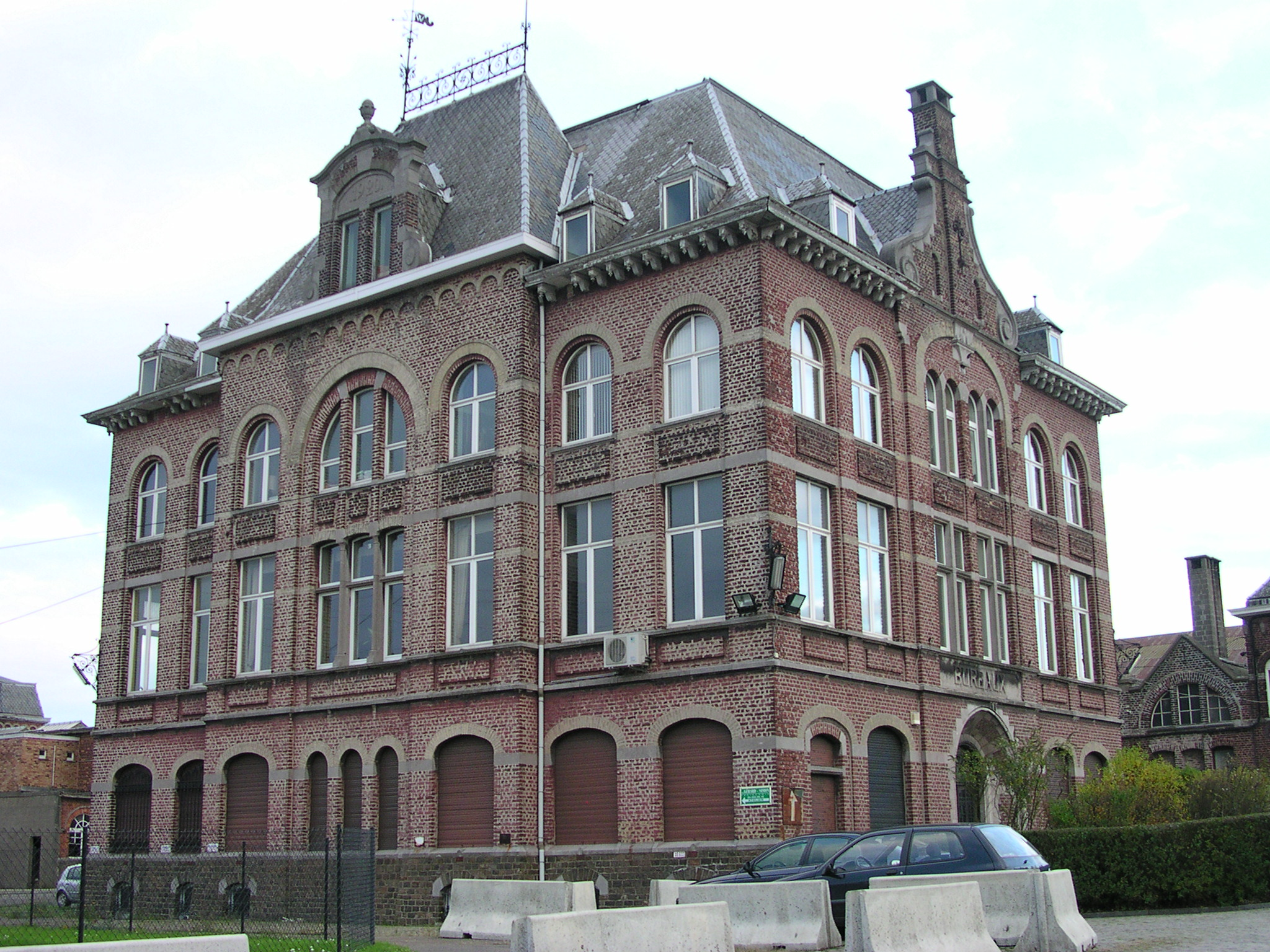
Oud industriegebouw
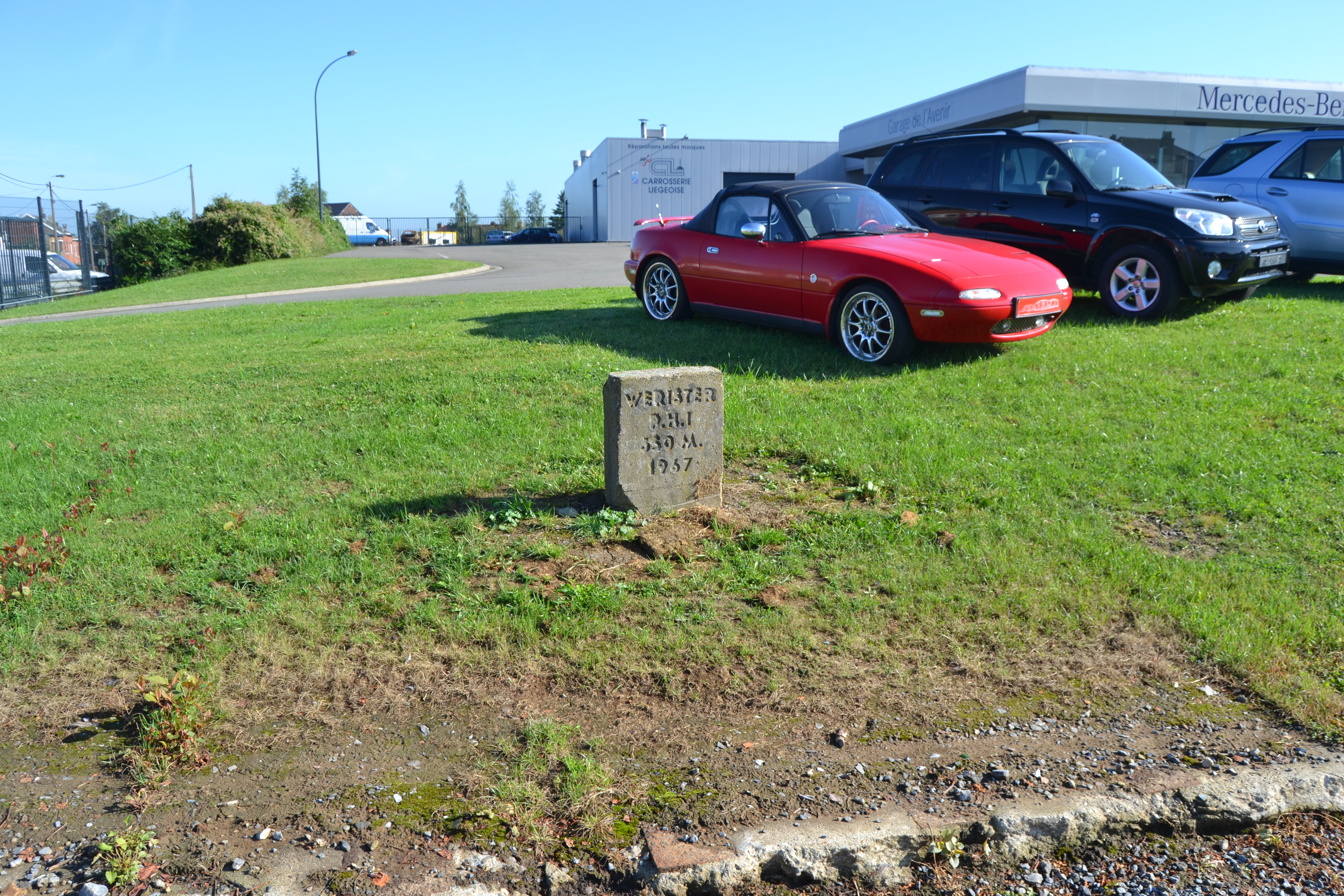
In 1957 gesloten schacht

## Natuur en landschap
Beyne-Heusay ligt in het Land van Herve op een hoogte van ongeveer 200 meter. De omgeving is sterk verstedelijkt, wat een gevolg is van de steenkoolwinning en de nabijheid van de Luikse agglomeratie. Enkele landgoedbossen, zoals Bois de Beyne, zijn echter nog aanwezig.

## Demografische ontwikkeling

### Demografische evolutie voor de fusie
- Bron:NIS - Opm:1831 t/m 1970=volkstellingen op 31 december

### Demografische ontwikkeling van de fusiegemeente
Alle historische gegevens hebben betrekking op de huidige gemeente, inclusief deelgemeenten, zoals ontstaan na de fusie van 1 januari 1977.
- Bronnen:NIS, Opm:1831 tot en met 1981=volkstellingen; 1990 en later= inwonertal op 1 januari

| Inwoners van jaar tot jaar op 1 januari - 1992 tot heden | Inwoners van jaar tot jaar op 1 januari - 1992 tot heden | Inwoners van jaar tot jaar op 1 januari - 1992 tot heden |
| Jaar                                                     | Aantal                                                   | Evolutie: 1992=index 100                                 |
| -------------------------------------------------------- | -------------------------------------------------------- | -------------------------------------------------------- |
| 1992                                                     | 11.258                                                   | 100,0                                                    |
| 1993                                                     | 11.309                                                   | 100,5                                                    |
| 1994                                                     | 11.373                                                   | 101,0                                                    |
| 1995                                                     | 11.397                                                   | 101,2                                                    |
| 1996                                                     | 11.483                                                   | 102,0                                                    |
| 1997                                                     | 11.474                                                   | 101,9                                                    |
| 1998                                                     | 11.533                                                   | 102,4                                                    |
| 1999                                                     | 11.641                                                   | 103,4                                                    |
| 2000                                                     | 11.661                                                   | 103,6                                                    |
| 2001                                                     | 11.716                                                   | 104,1                                                    |
| 2002                                                     | 11.755                                                   | 104,4                                                    |
| 2003                                                     | 11.707                                                   | 104,0                                                    |
| 2004                                                     | 11.734                                                   | 104,2                                                    |
| 2005                                                     | 11.661                                                   | 103,6                                                    |
| 2006                                                     | 11.711                                                   | 104,0                                                    |
| 2007                                                     | 11.739                                                   | 104,3                                                    |
| 2008                                                     | 11.858                                                   | 105,3                                                    |
| 2009                                                     | 11.921                                                   | 105,9                                                    |
| 2010                                                     | 11.937                                                   | 106,0                                                    |
| 2011                                                     | 12.020                                                   | 106,8                                                    |
| 2012                                                     | 11.995                                                   | 106,5                                                    |
| 2013                                                     | 12.004                                                   | 106,6                                                    |
| 2014                                                     | 11.966                                                   | 106,3                                                    |
| 2015                                                     | 12.051                                                   | 107,0                                                    |
| 2016                                                     | 12.096                                                   | 107,4                                                    |
| 2017                                                     | 12.011                                                   | 106,7                                                    |
| 2018                                                     | 12.019                                                   | 106,8                                                    |
| 2019                                                     | 11.929                                                   | 106,0                                                    |
| 2020                                                     | 11.891                                                   | 105,6                                                    |
| 2021                                                     | 11.962                                                   | 106,3                                                    |
| 2022                                                     | 11.948                                                   | 106,1                                                    |
| 2023                                                     | 11.996                                                   | 106,6                                                    |
| 2024                                                     | 12.018                                                   | 106,8                                                    |
| 2025                                                     | 11.977                                                   | 106,8                                                    |

## Politiek

### Resultaten gemeenteraadsverkiezingen sinds 1976
| Partij                                                   | 10-10-1976 | 10-10-1976 | 10-10-1982 | 10-10-1982 | 9-10-1988 | 9-10-1988 | 9-10-1994 | 9-10-1994 | 8-10-2000 | 8-10-2000 | 8-10-2006 | 8-10-2006 | 14-10-2012 | 14-10-2012 | 14-10-2018 | 14-10-2018 | 13-10-2024 | 13-10-2024 |
| Stemmen / Zetels                                         | %          | 21         | %          | 21         | %         | 21        | %         | 21        | %         | 21        | %         | 21        | %          | 23         | %          | 23         | %          | 23         |
| -------------------------------------------------------- | ---------- | ---------- | ---------- | ---------- | --------- | --------- | --------- | --------- | --------- | --------- | --------- | --------- | ---------- | ---------- | ---------- | ---------- | ---------- | ---------- |
| PS                                                       | 70,82      | 15         | 66,3       | 15         | 69,48     | 16        | 61,61     | 14        | 56,03     | 14        | 56,18     | 14        | 52,07      | 13         | 49,48      | 12         | 47,38      | 12         |
| A.C.1 / CDH2 / cdH-ecoloA/cdH-Ecolo+B/ Les Engagés-BHIC3 | 29,181     | 6          | 27,411     | 6          | 25,421    | 5         | 22,151    | 4         | 12,91     | 2         | 14,662    | 2         | 22,371     | 5          | 23,84B     | 5          | 21,613     | 4          |
| ECOLO1                                                   | -          |            | -          |            | -         |           | -         |           | 12,21     | 2         | 9,441     | 1         | 22,371     | 5          | 23,84B     | 5          | -          |            |
| PRL1 / PRL-MCC2 / MR3 / Ensemble4                        | -          |            | -          |            | -         |           | 16,231    | 3         | 14,352    | 3         | 19,723    | 4         | 17,623     | 4          | 26,684     | 6          | -          |            |
| Beyne Osez!                                              | -          |            | -          |            | -         |           | -         |           | -         |           | -         |           | -          |            | -          |            | 31,01      | 7          |
| VIVANT                                                   | -          |            | -          |            | -         |           | -         |           | 1,74      | 0         | -         |           | -          |            | -          |            | -          |            |
| PCB                                                      | -          |            | 6,29       | 0          | -         |           | -         |           | -         |           | -         |           | -          |            | -          |            | -          |            |
| VA                                                       | -          |            | -          |            | 5,11      | 0         | -         |           | -         |           | -         |           | -          |            | -          |            | -          |            |
| Bloc-W.                                                  | -          |            | -          |            | -         |           | -         |           | 2,77      | 0         | -         |           | -          |            | -          |            | -          |            |
| MCD                                                      | -          |            | -          |            | -         |           | -         |           | -         |           | -         |           | 7,94       | 1          | -          |            | -          |            |
| Totaal stemmen                                           | 6737       | 6737       | 6816       | 6816       | 6863      | 6863      | 6896      | 6896      | 7123      | 7123      | 7505      | 7505      | 7474       | 7474       | 7555       | 7555       | 7291       | 7291       |
| Opkomst %                                                |            |            |            |            | 93,48     | 93,48     | 91,59     | 91,59     | 90,8      | 90,8      | 92,02     | 92,02     | 86,75      | 86,75      | 87,77      | 87,77      | 83,87      | 83,87      |
| Blanco en ongeldig %                                     | 5,09       | 5,09       | 6,44       | 6,44       | 6,38      | 6,38      | 8,16      | 8,16      | 7,85      | 7,85      | 7,02      | 7,02      | 8,19       | 8,19       | 9,40       | 9,40       | 8,67       | 8,67       |

## Nabijgelegen kernen
Romsée, Vaux-sous-Chèvremont, Fléron, Chênée, Grivegnée, Moulins-sous-Fléron